# Валевињале (Терамо)
Валевињале (итал. Vallevignale) је насеље у Италији у округу Терамо, региону Абруцо.
Према процени из 2011. у насељу је живело 58 становника. Насеље се налази на надморској висини од 254 м.